# Dan St. John

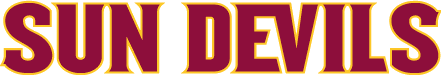
Zawodnik Arizona State Sun Devils

Dan St. John (ur. 7 lipca 1967) – amerykański zapaśnik walczący w stylu wolnym. Zajął szesnaste miejsce na mistrzostwach świata w 1997. Drugi w Pucharze Świata w 1998 roku.
Zawodnik Villa Angela-St. Joseph High School z Cleveland i Arizona State University. Trzy razy All-American w NCAA Division I, pierwszy w 1989 i 1990; trzeci w 1988 roku.
Trzy razy wygrał Pacific-10 Conference.